# Le Boisgeloup
Le Boisgeloup est un hameau de Gisors dans l'Eure, situé à environ 63 km de Paris.

## Histoire
Le Boisgeloup est un ancien fief qui a appartenu au Moyen Âge à la famille éponyme, puis à la famille de Gamâches de 1323 à 1497; puis au trésorier de France Pierre Le Gendre, qui l'a racheté en 1497 et a fait construire la chapelle du château. Il est passé ensuite à ses héritiers Boudeville puis Brûlart. Ce château a plus l'allure d'un manoir du XVIIe siècle et il est surtout célèbre pour avoir été demeure de Pablo Picasso à partir de 1930. Il y aura un atelier où il réalisera notamment des sculptures, en plâtre, taille directe, fer soudé ou bronze. Mais il profitera aussi des importantes dépendances pour y installer des presses pour la gravure. C'est là qu'est née la série d'eaux-fortes de l'Atelier du sculpteur, tirée sur ces presses. Il a vécu au Boisgeloup de 1930 à 1936, souvent avec Marie-Thérèse Walter, sa maîtresse et inspiratrice du moment, alors que sa femme Olga restait à Paris.
Au Boisgeloup, un petit musée, L'Atelier du sculpteur, expose des œuvres de Picasso, peintures et sculptures.
Au XVIIIe siècle, le château a appartenu à la famille de Roüalle de Boisgelou. François-Paul Roüalle de Boisgelou (1697-1764), était amateur de musique. Son fils, Paul-Louis (1734-1806), décrit par Jean-Jacques Rousseau comme violoniste prodige en 1742, fut aussi mousquetaire noir puis, à sa retraite, conservateur bénévole à la Bibliothèque nationale (Département de la musique).
Après les Roüalle, le château a appartenu aux Le Bas de Girangy (par mariage), aux Fontaine-Martel (époque où les frères Goncourt, enfants, y viennent en vacances), aux Depuis, avant d'être acquis en 1866 par Théophile Jacquelin du Buisson, conseiller municipal de Gisors et époux de Pauline Passy, fille du ministre Antoine Passy. Après la mort du fils de Théophile, Madeleine de Villeneuve Bargemont le rachète en 1909. Il passe ensuite aux Berger, puis aux Renard, qui le revendent en 1930 à Picasso. Il est resté depuis dans la descendance du peintre. Son petit-fils Bernard Picasso en a confié la décoration intérieure à Gérard Garouste.